# August Wittgenstein
Prince August von Wittgenstein est un acteur allemand et suédois né le 22 janvier 1981.

## Biographie
August Wittgenstein est allemand par son père, un membre de l'ancienne famille princière allemande de Sayn-Wittgenstein-Berleburg (apparenté à la princesse Benedikte de Danemark), et suédois par sa mère, qui appartient également à une famille de vieille noblesse, la famille des comtes suédois Wachtmeister,.
August Wittgenstein s'est marié le 3 septembre 2022 à Mia Rohla, une psychologue et podcasteuse autrichienne, fille de l’homme d’affaires et producteur de télévision autrichien Martin Rohla et arrière-arrière-petite-fille du compositeur Richard Strauss et de son épouse Pauline de Ahna[réf. nécessaire].

## Filmographie

### Cinéma

#### Longs métrages
- 2009 : Anges & Démons : un garde suisse (sous le nom d'August Fredrik)
- 2011 : Avalon d'Axel Petersén : Michel
- 2012 : Ludwig II. : Alfred von Dürckheim
- 2013 : Le Congrès : Travis (non crédité)
- 2013 : Open Desert de Robert Krause : Ben
- 2017 : Le Dossier Mona Lina d'Eran Riklis
- 2017 : The Maus de Yayo Herrero : Alex
- 2024 : Prodigieuses de Frédéric et Valentin Potier

### Télévision

#### Téléfilms
- 2016 : Les Femmes de sa vie de Holger Haase : Roman

#### Séries télévisées
- 2013 : Brigade du crime (SOKO Leipzig) : Ivo Novack
- 2014 : Une équipe de choc (un épisode)
- 2015 : Brigade du crime :  Joost Hertel
- 2015 : Division criminelle (SOKO Köln) (un épisode)
- 2016 : Berlin 56  : Wolfgang von Boost
- 2017 : The Crown : le grand duc Georg Donatus (un épisode)
- 2018 : Berlin 59 : Wolfgang von Boost
- 2018 : Deadwind : Andreas Wolf
- 2018 : Jenny – echt gerecht : Maximilian Mertens
- 2018 : Das Boot : Karl Tennstedt
- 2020 : Professionals : Luther Bruhn
- 2020 : Dark Woods : Jan Gerke
- 2021 : Berlin 63 : Wolfgang von Boost
- 2024 : Faithless : Markus